# Six Nations Cup 2016
De Six Nations Cup 2016 is een dartstoernooi georganiseerd door de England Darts Organisation (EDO), uitgevoerd onder auspiciën van de British Darts Organisation (BDO). Het toernooi werd gehouden van 24 juni 2016 tot en met 26 juni 2016 in Sligo, Ierland.

## Six Nations-opstellingen

### Mannen
| 1                                                                               | 2                                                                                           | 3                                                                                 |
| ------------------------------------------------------------------------------- | ------------------------------------------------------------------------------------------- | --------------------------------------------------------------------------------- |
| Engeland Dennis Harbour Jamie Hughes James Hurrell Mark McGeeney Scott Mitchell | Ierland Thomas Concannon David O'Connor John Flood Steve Lennon Michael Meaney Gerry O'Hara | Nederland Wesley Harms Danny Noppert Jeffrey Sparidaans Richard Veenstra Gino Vos |
| 4                                                                               | 5                                                                                           | 6                                                                                 |
| Noord-Ierland Darren Clifford Neil Duff Davy Glenn Rodney Greer Kyle McKinstry  | Schotland Steve Mitchell Ross Montgomery Craig Quinn Steve Ritchie Alan Soutar              | Wales Nick Kenny Mark Layton Martin Phillips Wayne Warren Jim Williams            |

### Vrouwen
| 1                                                      | 2                                                                   | 3                                                    |
| ------------------------------------------------------ | ------------------------------------------------------------------- | ---------------------------------------------------- |
| Engeland Lisa Ashton Deta Hedman Lorraine Winstanley   | Ierland Robyn Byrne Linda Harte Olive McIntyre Veronica Skeffington | Nederland Aileen de Graaf Sharon Prins Anca Zijlstra |
| 4                                                      | 5                                                                   | 6                                                    |
| Noord-Ierland Grace Crane Gail Mullen Kayleigh O’Neill | Schotland Lorraine Hyde Frances Lawson Kate Smith                   | Wales Katie Bellerby Rhian Edwards Rhian Griffiths   |

## Groepsfase vrouwen
vrijdag 24 juni 2016
- Groep 1
  -  Noord-Ierland -  Engeland 0-9
  -  Engeland -  Nederland 7-2
  -  Nederland -  Noord-Ierland 6-3

- Groep 2
  -  Ierland -  Schotland 8-1
  -  Schotland -  Wales 2-7
  -  Wales -  Ierland 6-3 (gespeeld op zaterdag)

## Groepsfase mannen
zaterdag 25 juni 2016
- Groep 1
  -  Schotland -  Noord-Ierland 12-13
  -  Noord-Ierland -  Nederland 7-13
  -  Nederland -  Schotland 11-13

- Groep 2
  -  Ierland -  Engeland 13-12 (gespeeld op vrijdag)
  -  Engeland -  Wales 13-5
  -  Wales -  Ierland 13-4

## Knock-out vrouwen en mannen
zondag 26 juni 2016
- 5e / 6e plaats
  -  Noord-Ierland -  Schotland 5-0 (vrouwen)
  -  Noord-Ierland -  Ierland 13-12 (mannen)
- halve finale
  -  Engeland -  Ierland 5-0 (vrouwen)
  -  Wales -  Nederland 5-2 (vrouwen)
  -  Wales -  Nederland 13-8 (mannen)
  -  Engeland -  Schotland 13-10 (mannen)
- finale
  -  Engeland -  Wales 5-0 (vrouwen)
  -  Engeland -  Wales 13-8 (mannen)

## Heren individueel

#### Laatste 32 tot finale
| Winnaar        | Uitslag | Tegenstander |
| -------------- | ------- | ------------ |
| Scott Mitchell | 5 – 2   | Wesley Harms |

## Vrouwen individueel

#### Laatste 16 tot finale
| Winnaar     | Uitslag | Tegenstander |
| ----------- | ------- | ------------ |
| Deta Hedman | 5 – 3   | Lisa Ashton  |